# Teepe Pillar
Teepe Pillar ist mit einer Höhe von 3759 m der siebthöchste Berg der Teton Range sowie des Grand-Teton-Nationalparks im Westen des US-Bundesstaates Wyoming. Er ist Teil der Cathedral Group, eines Bergstocks, der die höchsten Gipfel der Teton Range zwischen den Schluchten Cascade Canyon und Avalanche Canyon umfasst. Teepe Pillar liegt nördlich des Garnet Canyons und des Middle Teton Glaciers und unmittelbar südlich des Grand Teton, des höchsten Berges der Teton Range, mit dem der Gipfel durch eine Scharte getrennt ist. Nordwestlich des Gipfels in einem Kar liegt der Teepe Glacier. Aufgrund seiner Lage zwischen Grand Teton und Disappointment Peak ist der Berg sowohl von Jackson Hole als auch aus den nahegelegenen Schluchten kaum zu sehen. Benannt wurde Teepe Pillar nach Theodore Teepe, der am Teepe Glacier ums Leben gekommen ist.
Der leichteste Zugang zum Gipfel erfolgt durch den Garnet Canyon zum Lower Saddle, einem breiten Plateau, das den Grand Teton vom Middle Teton trennt. Am einfachsten besteigt man den Gipfel von Westen, aufgrund seiner säulenartigen Form ist die Besteigung jedoch technisch anspruchsvoll und wird mit der Schwierigkeit 5.4 bewertet.

## Belege
1. ↑  Peakbagger: Teepe Pillar. Abgerufen am 2. April 2021.
2. ↑  Naturalatlas: Teepe Pillar. Abgerufen am 2. April 2021 (englisch).
3. ↑  Ortenburger, Leigh N; Reynold G. Jackson (November 1996): A climber's guide to the Teton Range. Hrsg.: Mountaineers Books. ISBN 0-89886-480-1, S. 218.
4. ↑  Summitpost: Teepe Pillar : Climbing, Hiking & Mountaineering. Abgerufen am 2. April 2021.